# Läger-Rispengras
Das Läger-Rispengras (Poa supina) ist eine Pflanzenart aus der Gattung Rispengräser (Poa) innerhalb der Familie der Süßgräser (Poaceae).

## Beschreibung

### Vegetative Merkmale
Das Läger-Rispengras ist eine ausdauernde krautige Pflanze, die Wuchshöhen von 4 bis 15, selten bis zu 30 Zentimetern erreicht. Sie bildet gelbgrüne bis grasgrüne, mehr oder weniger ausgebreitete Rasen. Das Läger-Rispengras entwickelt unterirdische Ausläufer. Die selbstständig aufrechten Halme besitzen zwei oder drei Knoten.
Die wechselständig an den Halmen angeordneten Laubblätter sind in Blattscheide und Blattspreite gegliedert. Die Blattscheiden sind fast bis obenhin geschlossen. Das Blatthäutchen ist an den Erneuerungssprossen ein 0,6 Millimeter langer abgerundeter Saum und bei den obersten Halmblättern 1 bis 2 Millimeter lang. Im Gegensatz zum Einjährigen Rispengras (Poa annua) läuft der Saum des Blatthäutchens nicht an den Rändern der Blattscheiden herab. Die Blattspreiten bei Erneuerungssprossen sind 3 bis 6 Zentimeter lang und etwa 3 Millimeter breit. Sie sind flach ausgebreitet und oft sichelförmig gebogen. Bei den Halmblättern sind sie 2 bis 5 Millimeter breit.

### Generative Merkmale
Die Blütezeit reicht von April bis Juni, in Hochlagen Juli bis August. Der rispige Blütenstand ist 4 bis 6 Zentimeter lang, locker, im Umriss breit dreieckig und etwa aus 20, selten aus bis zu 40 Ährchen zusammengesetzt. Die Seitenäste sind glatt und gehen einzeln von der Hauptachse ab. Die Ährchen sind drei– bis siebenblütig und 3,5 bis 6 Millimeter lang. Die unteren Blüten sind zwittrig, die oberen ein oder zwei sind weiblich. Die Ährchen sind grün und gewöhnlich violett überlaufen. Die untere Hüllspelze ist einnervig, 1,7 bis 2,5 Millimeter lang, die obere ist dreinervig und 2,2 bis 2,8 Millimeter lang. Die Deckspelzen sind fünfnervig und 2,4 bis 3 Millimeter lang, eiförmig und in der unteren Hälfte auf dem Kiel und den äußeren Seitennerven kurz behaart. Die Vorspelzen sind zweinervig und so lang wie die Deckspelzen. Die Staubbeutel sind im offenen Zustand 1,1 bis 1,6 Millimeter lang, geschlossen 1,7 bis 2 Millimeter lang.
Die Chromosomenzahl beträgt 2n = 14.

## Ökologie
Das Läger-Rispengras ist ein Hemikryptophyt, eine Lichtpflanze und eine Langtagspflanze. Es ist empfindlich gegen Austrocknung und gegen Verdichtung des Bodens und kommt deshalb nicht auf reinen Lehmböden vor.

## Vorkommen
Das Läger-Rispengras kommt von Europa bis zur Mongolei und zum Himalaja und außerdem in Marokko vor. In Europa kommt es in fast allen Ländern vor und fehlt nur in Portugal, Irland, Großbritannien, Island, Belgien, den Niederlanden, Kroatien, Albanien, Griechenland, Nordmazedonien, Bulgarien und in der Ukraine. Das Läger-Rispengras steigt im Schwarzwald in Höhenlagen von 500 bis 1490 Metern auf. In den Bayerischen Alpen wächst es auch in Höhenlagen bis zu 2375 Metern, in der Schweiz bei Zermatt in einer Höhenlage 3120 Metern.
Das Läger-Rispengras wächst in Mitteleuropa in Tritt- und Lägergesellschaften im Gebirge, auf frischen, stickstoffreichen, sandigen, auch schlammig-humosen Lehm- oder Tonböden. Poa supina ist eine Charakterart des Alchemillo-Poetum supinae aus dem Verband Polygonion avicularis, kommt aber auch in Gesellschaften des Verbands Rumicion alpinae oder in beweideten Gesellschaften der Klassen Salicetea herbaceae oder Montio-Cardaminetea vor. In tieferen Lagen kommt es auch in Pflanzengesellschaften der Klasse Plantaginetea majoris vor.
Die ökologischen Zeigerwerte nach Landolt & al. 2010 sind in der Schweiz: Feuchtezahl F = 3 (feucht aber mäßig wechselnd), Lichtzahl L = 5 (sehr hell), Reaktionszahl R = 3 (schwach sauer bis neutral), Temperaturzahl T = 2+ (unter-subalpin und ober-montan), Nährstoffzahl N = 4 (nährstoffreich), Kontinentalitätszahl K = 2 (subozeanisch).

## Taxonomie und Systematik
Die Erstbeschreibung von Poa supina erfolgte 1806 durch Heinrich Adolf Schrader in Flora Germanica, Band 1, Seite 289. Synonyme für Poa supina Schrad. sind: Poa annua var. supina (Schrad.) Lej., Poa annua subsp. supina (Schrad.) Husn., Ochlopoa supina (Schrad.) H.Scholz & Valdés, Poa annua subsp. varia (Gaudin) Gaudin.
Mit dem Einjährigem Rispengras (Poa annua) bildet Poa supina die Hybride Poa ×nannfeldtii (H.Scholz ex Val.N.Tikhom.) Nosov. Diese Hybride besitzt die Chromosomenzahl 2n = 21.